# 飯高町蓮

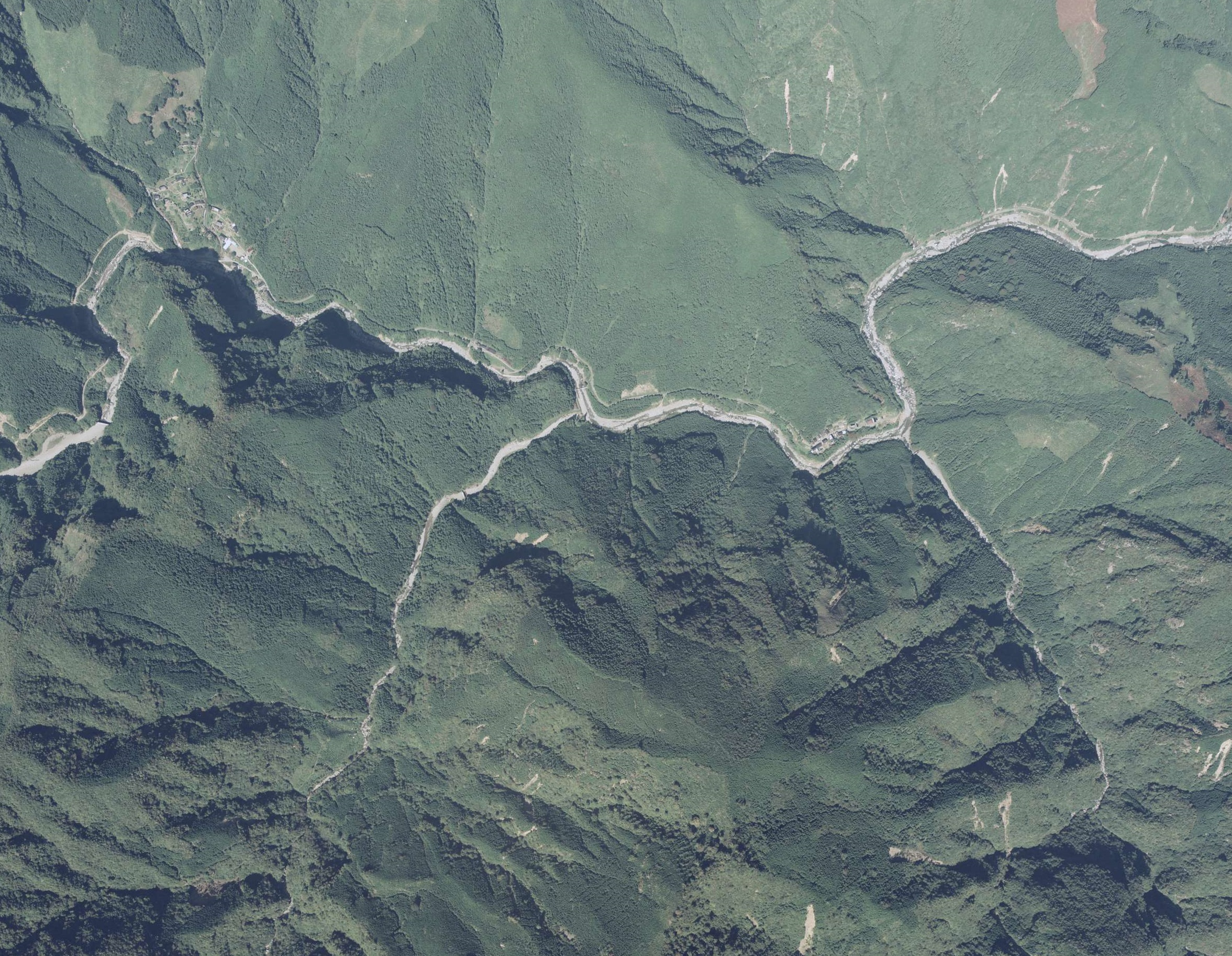
蓮峡（1976年）。蓮ダム開発前のため、画像左上に集落が見られる。
出典：『国土交通省「国土画像情報（カラー空中写真）」（配布元：国土地理院地図・空中写真閲覧サービス）』

飯高町蓮（いいたかちょうはちす）は、三重県松阪市の町名。集落自体は水没しなかったものの、蓮ダムの建設に伴い全住民が挙家離村したため、住民基本台帳に基づく2019年（令和元年）9月1日現在の人口は0人である。2015年（平成27年）10月1日現在の面積は35.862327166km2。
かつては小学校の分校を擁した集落で、住宅の石垣などが現存する。蓮峡（蓮渓谷）があり、登山客や釣り客を集めている。

## 地理
松阪市の南西部、旧飯南郡飯高町の南西端に位置する。松阪市内では飯高管内・森地区に属し、飯高町の中心部・飯高町宮前（道の駅飯高駅）から約25 km、森地区の中心部・飯高町森からも約13 km離れている。このため、ダム湖に水没しなかったにもかかわらず、全住民が蓮を離れる選択をした。
櫛田川水系の蓮川の上流にあたり、四方を山に囲まれている。集落跡は蓮川と宮ノ谷の落合（合流点）に形成された扇状地から蓮川沿いにあり、蓮ダム建設前には29戸存在した。集落の背後には1300 - 1500 m級の台高山脈が控えている。この山中には蓮峡が形成され、無数の谷が刻まれ、多くの滝が流下する。集落跡までは三重県道569号蓮峡線が伸びており、自動車で上ることができる。
- 山 - 明神岳、赤倉山[9][11]、池木屋山（池小屋山[9][11]）、江股ノ頭[12]（ぬいまたのかしら[14]）、白倉山[9][11]
- 川 - 蓮川[10]、里川
- 谷 - 江馬小屋谷[10][12]、ノエ股谷、宮ノ谷[10][12]、奥の平谷、千石谷、ヌタハラ谷、太良羅谷[注 1]
- 滝 - 五ヶ所滝、風折滝[注 2]、高滝[9][11]、御所ノ滝[10]、文字滝[10]、白倉滝[10]、ドッサリ滝、仙人滝、五段の滝、夫婦滝

北は飯高町青田（いいたかちょうおおだ）、東は飯高町猿山（いいたかちょうえてやま）・多気郡大台町滝谷（たきや）、南は多気郡大台町久豆（くず）、西は奈良県吉野郡川上村中奥（なかおく）と接する。このうち、飯高町青田と飯高町猿山は飯高町蓮とともに蓮ダム建設に伴って廃村になった（ただし飯高町青田には住民がいる。）。

### 蓮峡
蓮渓谷とも称し、蓮川流域全体が該当する。江馬小屋谷や宮ノ谷をはじめ無数の谷で形成され、巨岩や原生林が林立し、多くの滝を包摂する自然景勝地である。原生林の主要樹種はブナである。代表的な巨岩・断崖に、高さ約50 m・奥行き約100 mの岩が並ぶ「夫婦岩」、100 m超の断崖「犬飛び嵓」、約300 mの断崖「千丈嵓」がある。カモシカ・サル・ホンシュウジカ・クマなどが生息し、蓮川ではアマゴを釣ることができる。
こうした峡谷を目指して1980年代頃から登山客が増加し始めていた。道の駅飯高駅発行の観光マップによれば、江馬小屋谷は比較的容易に渓谷美を楽しめるが、宮ノ谷はベテラン向きであり軽装で入り込むことは不可である。特に宮ノ谷では時折登山客が滑落・転落し、死亡事故が発生している。江馬小屋谷でも1998年（平成10年）9月20日にキノコ採りに出かけた男女5人が行方不明になる事件が発生したが、捜索隊に伴われ翌日無事に下山している。どちらの谷も駐車スペースはある。

### ムシトリスミレ
飯高町蓮は紀伊半島で唯一のムシトリスミレの群生地であり、1993年（平成5年）に「蓮のムシトリスミレ群落」として三重県指定天然記念物に指定を受けた。蓮のムシトリスミレは、変種の「イイタカムシトリスミレ」であることが三重大学の調査で判明しており、三重県版レッドリストで絶滅危惧IA類とされている。天然記念物指定を受けている自生地では盗掘が相次いでおり、2003年（平成15年）に三重県は希少野生動植物種に指定し、盗掘対策のためパトロールを行っている。2014年（平成26年）度には崖にて新たな自生地が見つかったが、盗掘対策のため詳細な場所や株数は非公開となっている。

## 歴史
近世には伊勢国飯高郡波瀬組に属し、蓮村と称した。蓮村は江戸時代当初、松坂藩の配下にあったが、元和5年（1619年）以降は紀州藩松坂城代へと代わった。村高は時代により変化が大きく、『元禄郷帳』では39石余、『天保郷帳』では19石余、『旧高旧領取調帳』では43石余となっている。
明治2年（1869年）の資料によると、当時の産物はコメ、ムギ、ヒエ、アワ、ソバ、ダイズ、アズキ、イモ、芋茎、煎茶、干し柿であった。同資料には田がないとも記されている。1885年（明治18年）4月20日、後の飯高町立森小学校蓮分校である大俣学校第二分校が開校した。1908年（明治41年）、神社合祀のため、蓮にあった八王子社は森地区の黒瀧神社に合祀された。1932年（昭和7年）、後に三重県道569号蓮峡線となる蓮と森を結ぶ道路が開通した。1936年（昭和11年）7月6日、蓮分校の教員であった奥井三男が自転車で通勤途中に落石に巻き込まれ蓮川に転落、死亡する事故があった。蓮の住民は奥井の遺体を引き上げ分校の裏山に埋葬した。その後、33回忌を前にして1968年（昭和43年）に奥井の事績を綴った「ともしびの碑」を分校の正門前に建立した。
電気や電話が蓮まで引かれるには時間がかかり、電灯が灯ったのは1956年（昭和31年）、電話が通ったのは1959年（昭和34年）のことであった。この年には伊勢湾台風が襲来し、蓮は壊滅的な被害を受け、蓮を離れる人が現れ始めた。さらに生活構造の変化も加わって、飯高町最奥の集落である蓮の過疎化が進行していった。そして児童数減を理由に1970年（昭和45年）10月15日、蓮分校が閉校した。

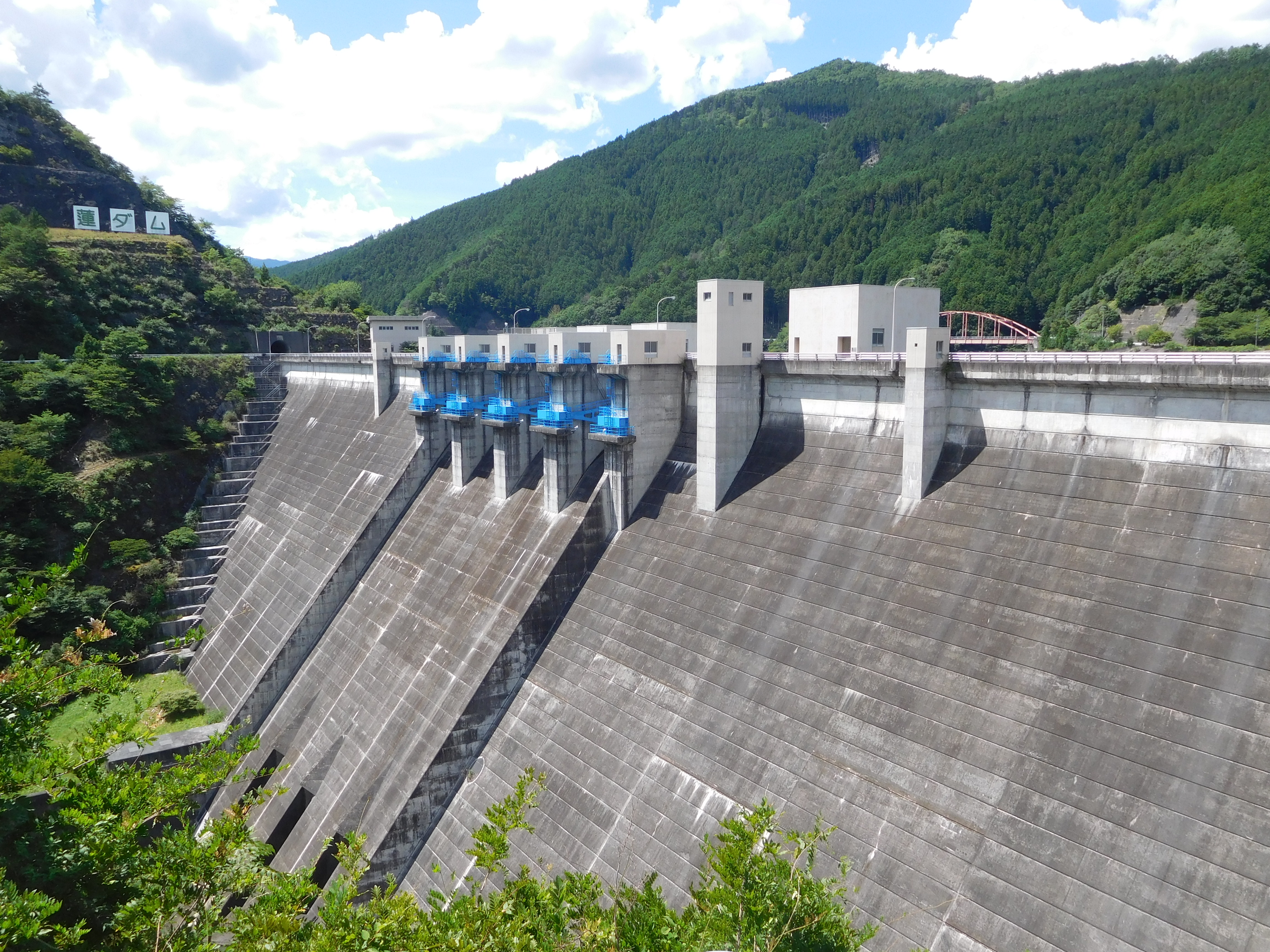
蓮ダム（2018年）

蓮ダムの建設以前、住民の大半は林業に従事し、丸太や木炭を生産していた。日用品の購入先は隣接する青田にある商店か、清瀬（飯高町猿山）を経由して蓮まで来ていた行商人であった。そこで商店のある青田下組や清瀬がダム湖に沈むことになったため、蓮地区は水没地に含まれていなかったが、全戸が移転することを決意した。この頃の蓮の戸数は29戸であったが、1980年（昭和55年）度に5戸が初めて移転補償契約に応じ、1981年（昭和56年）度に12戸、1982年（昭和57年）度に6戸が続けて契約、残る6戸も1985年（昭和60年）度に契約を締結した。契約者は蓮ダム下流に当たる飯高町森の犬飼・柏野地区に用意された土地に移転するか、三重県住宅供給公社が松阪市で開発していた土地付き住宅の分譲を受け、各々蓮を離れていった。こうして蓮は1985年（昭和60年）頃に廃村となった。隣接する青田・猿山も全戸移住し、蓮川流域全域が無人地帯となった。こうして3地区192戸の移転の上に1991年（平成3年）9月30日、蓮ダムが竣工した。
集落の跡地には各家の石垣などが残されており、2018年（平成30年）現在も確認できる。分校の跡地は林の中にわずかに痕跡をとどめる程度となっているが、「ともしびの碑」は香肌小学校に移設された。

### 沿革
- 1889年（明治22年）4月1日 - 町村制施行により、飯高郡森村大字蓮となる。
- 1896年（明治29年）4月1日 - 飯高郡が飯野郡と合併し、飯南郡森村大字蓮となる。
- 1956年（昭和31年）8月1日 - 昭和の大合併により、飯南郡飯高町蓮となる。
- 2005年（平成17年）1月1日 - 平成の大合併により、松阪市飯高町蓮となる。

### 地名の由来
- 『飯南郡史』によれば、集落内にあった曹洞宗蓮生寺（れんしょうじ[13]）に由来するという[12]。なお、蓮川の名は蓮地区に由来する[12]。
- 吉田茂樹によれば、「はちす」と読む地名は日本各地に散見されるが、「蓮」の文字通り、ハスを採取する場所の意味であるという[24]。

## 世帯数と人口

### 人口の変遷
1869年以降の人口の推移。
| 1869年（明治2年）  | 76人  | [ 12 ] [ 13 ] |  |
| 1960年（昭和35年） | 370人 | [ 12 ]        |  |
| 1975年（昭和50年） | 79人  | [ 12 ]        |  |
| 1980年（昭和55年） | 64人  | [ 11 ]        |  |
| 1990年（平成2年）  | 0人   | [ 25 ]        |  |
| 2019年（令和元年） | 0人   | [ 3 ]         |  |

### 世帯数の変遷
1869年以降の世帯数の推移。
| 1869年（明治2年）  | 13戸   | [ 12 ] [ 13 ] |  |
| 1960年（昭和35年） | 59世帯 | [ 12 ]        |  |
| 1975年（昭和50年） | 25世帯 | [ 12 ]        |  |
| 1980年（昭和55年） | 24世帯 | [ 11 ]        |  |
| 1990年（平成2年）  | 0世帯  | [ 25 ]        |  |
| 2019年（令和元年） | 0世帯  | [ 3 ]         |  |

## 学区
市立小・中学校に通う場合、学区は以下の通りとなる。
| 番・番地等 | 小学校             | 中学校             |
| ---------- | ------------------ | ------------------ |
| 全域       | 松阪市立香肌小学校 | 松阪市立飯高中学校 |

飯高町蓮にはかつて飯高町立森小学校蓮分校があり、分校歌も制定されていた。蓮分校は蓮集落が無人になるより前の1970年（昭和45年）10月15日に本校の森小学校（現・香肌小学校）へ統合された。この際、分校にあった「ともしびの碑」が本校へ移設された。

## 交通

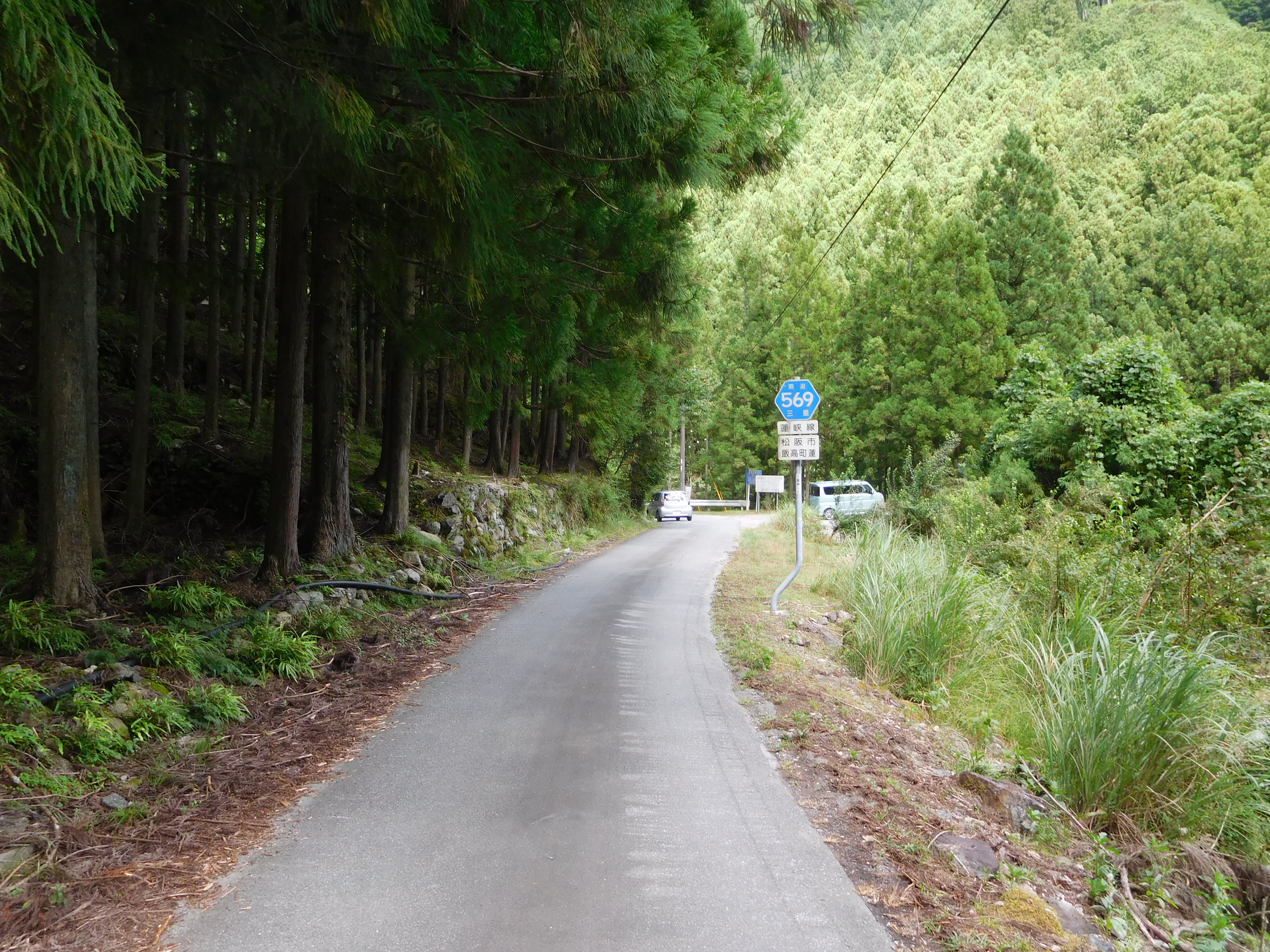
県道569号蓮峡線

蓮川沿いに三重県道569号蓮峡線が並走しており、自動車で訪問することができる。1932年（昭和7年）に蓮と森を結ぶ道路として開通し、1951年（昭和26年）に県道に昇格した。その後、蓮ダム建設に伴って付け替え工事が行われた。蓮峡線の終点より先は登山道となり、徒歩で分け入ることになる。1980年代には終点に飯高町営の「蓮山の家」があった。
公共交通として廃村前まで三重交通の路線バスが運行されていたが、朝の上り1本と夕方の下り1本の1往復のみであった。
池木屋山付近のコクマタ山（標高1222 m）には2008年（平成20年）に「コクマタ山・青空広場ヘリポート」が建設された。遭難者救助のための簡易ヘリポートであり、電源立地地域対策交付金を活用して松阪市が整備した。これにより、登山道入り口からコクマタ山山頂までベテラン救助員でも4時間かかったのが、ヘリコプターで10分で到着できるようになった。

## その他

### 日本郵便
- 郵便番号 : 515-1618[4]（集配局：川俣郵便局[32]）。